# マーチ・81C

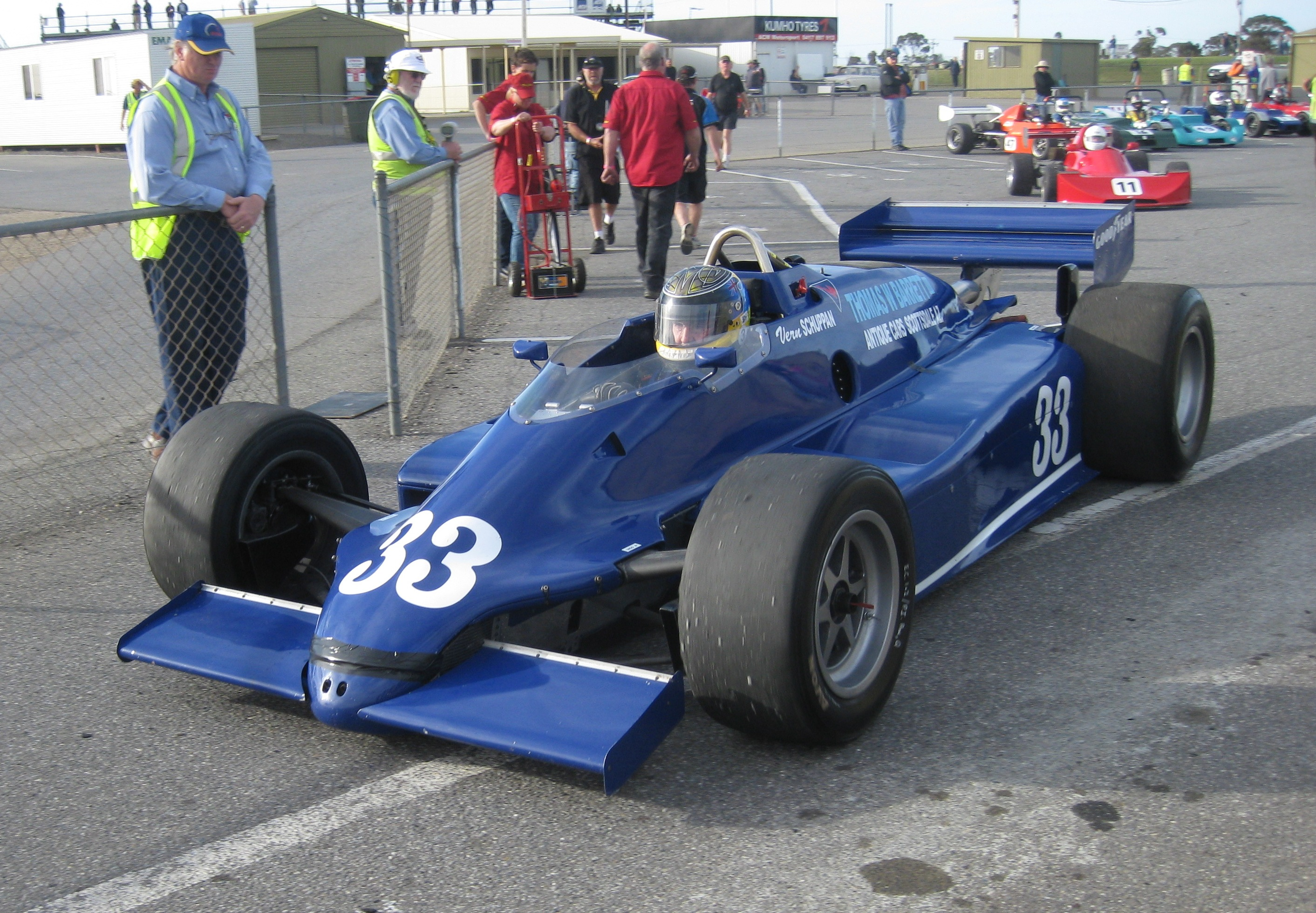
マーチ・81C

マーチ・81C（March 81C）、イギリスのマーチ・エンジニアリングが1981年のインディカー（CART）用に開発・設計・製造されたオープンホイールレースカーである。マーチが初めて製作したインディカー用シャシーで、11戦中2勝を挙げ、トム・スニーバが1回ポールポジションを獲得した。840 hp (630 kW) 発生するフォード・コスワース DFXV8ターボエンジンを搭載していた。